# As*atelier de santos
As*atelier de Santos é um atelier de arquitectura fundado por Alberto Cruz, Pedro Machado Costa e José Eduardo Silvestre, em 1997. Este trio forma-se devido a dois primeiros lugares em concursos de ideias. A Biblioteca Central da Universidade dos Açores e as Residências Universitárias das Laranjeiras, também da mesma Universidade. Mais tarde com a saída de Alberto Cruz e José Eduardo Silvestre em 1999, associa-se, então, Célia Gomes, permanecendo esta, até hoje, com Pedro Machado Costa.
Pedro Machado Costa e Célia Gomes são ambos formados pela Faculdade de Arquitectura da Universidade do Porto 1996, a sua formação académica passou também pela Technische Universiteit Delft (em neerlandês:  Faculteit Bouwkunde) [Holanda, 1995-96].
A sua obra revela humor e a abertura de um percurso curto mas multifacetado onde os materiais ganham força, onde cada espaço tem um novo sentido, onde a influencia das novas tendências arquitectónicas holandesas é clara, mas onde a relação com o lugar onde é implantado cada projecto é evidente[carece de fontes?].
A plasticidade, as formas e os desenhos fazem parte de uma nova geração de arquitectos portugueses que, através de uma nova forma de relações com o lugar, conseguem criar a regeneração na arquitectura portuguesa que há tanto se esperava [carece de fontes?].

## Projectos mais importantes
- Do it Yourself- projecto para um auto-silo em Lisboa, 2003
- Casa do guarda, Açores, 2000
- Casa da Cultura, Açores, 1999
- Biblioteca Central da Universidade dos Açores, Açores, 2003[2]
- Residências Universitárias das Laranjeiras -Prémio Especial dos Sócios FAD 2007 e nomeado para o Prémio Secil 2008[3]